# Stade Rudolf-Tonn
 (mars 2025).
Si vous disposez d'ouvrages ou d'articles de référence ou si vous connaissez des sites web de qualité traitant du thème abordé ici, merci de compléter l'article en donnant les références utiles à sa vérifiabilité et en les liant à la section « Notes et références ».
Le stade Rudolf-Tonn est un stade de football et d'athlétisme situé à Rannersdorf dans la commune de Schwechat en Autriche, inauguré le 24 mai 1980. Sa capacité est de 7 000 places.